# Союз кінологів Казахстану
Союз кінологів Казахстану (СКК) — громадське об'єднання власників, що займаються чистопородним розведенням собак в Казахстані.
Республіканське громадське об'єднання «Союз кінологів Казахстану» було засновано в 1993 році. З часу створення СКК веде Єдину Племінну Книгу казахстанських собак і видає родоводи єдиного зразка. 13 жовтня 1998 було підписано угоду про контрактне партнерство між Міжнародною кінологічною федерацією і Союзом кінологів Казахстану. 5 липня 2005 на Генеральній Асамблеї FCI в Буенос-Айресі Союз кінологів Казахстану отримав статус асоціативного члена Міжнародної кінологічної федерації. Президентом СКК є Худайкулова Світлана Геннадіївна.